# Michail Kulagin
Michail Andreevič Kulagin (in russo Михаил Андреевич Кулагин?; Mosca, 4 agosto 1994) è un cestista russo.

## Palmarès
- VTB United League: 5

CSKA Mosca: 2015-2016, 2016-2017, 2017-2018, 2018-2019
UNICS Kazan': 2022-2023
- Eurolega: 2

CSKA Mosca: 2015-2016, 2018-2019